# Aphalaroida intermedia
Aphalaroida intermedia är en insektsart som beskrevs av Klyver 1931. Aphalaroida intermedia ingår i släktet Aphalaroida och familjen rundbladloppor. Inga underarter finns listade i Catalogue of Life.